# Lijst van rijksmonumenten in Beek (gemeente)
De gemeente Beek telt 55 inschrijvingen in het rijksmonumentenregister. Hieronder een overzicht.

## Beek
De plaats Beek telt 11 inschrijvingen in het rijksmonumentenregister. Zie Lijst van rijksmonumenten in Beek (Limburg) voor een overzicht.

## Genhout
De plaats Genhout (Groot Genhout en Klein Genhout) telt 9 inschrijvingen in het rijksmonumentenregister. 
| Object                                                              | Oorspronkelijke functie?  | Bouwjaar                                                  | Architect      | Locatie                    | Coördinaten?                  | Nr.?   | Afbeelding        |
| ------------------------------------------------------------------- | ------------------------- | --------------------------------------------------------- | -------------- | -------------------------- | ----------------------------- | ------ | ----------------- |
| H. Hubertuskerk                                                     | Kerk en kerkonderdeel     | 1936-1937                                                 | A.J.N. Boosten | Hubertusstraat             | 50° 55' 44" NB, 5° 49' 9" OL  | 513189 | Meer afbeeldingen |
| Vakwerkboerderij in haakvorm met straatgevel van baksteen en mergel | Boerderij                 | 17e of 18e eeuw (boerderij) eerste kwart 19e eeuw (gevel) |                | Grootgenhouterstraat 109   | 50° 55' 38" NB, 5° 49' 26" OL | 8761   | Meer afbeeldingen |
| Bakstenen hoeve om gesloten binnenplaats                            | Boerderij                 | 1788 (ankers)                                             |                | Kleingenhouterstraat 6     | 50° 55' 36" NB, 5° 48' 28" OL | 8762   | Meer afbeeldingen |
| Vakwerkhoeve                                                        | Boerderij                 | 18e eeuw                                                  |                | Kleingenhouterstraat 7     | 50° 55' 36" NB, 5° 48' 29" OL | 8763   | Meer afbeeldingen |
| Hoeve van baksteen                                                  | Boerderij                 | 1803 (sluitsteen)                                         |                | Kleingenhouterstraat 14    | 50° 55' 36" NB, 5° 48' 32" OL | 8764   | Meer afbeeldingen |
| Hoeve van baksteen                                                  | Boerderij                 | 1803 (sluitsteen)                                         |                | Kleingenhouterstraat 16    | 50° 55' 36" NB, 5° 48' 33" OL | 8765   | Meer afbeeldingen |
| Benedenste hoeve van Printhagen, opgetrokken om twee binnenplaatsen | Boerderij                 | 1744                                                      |                | Printhagen 2               | 50° 55' 28" NB, 5° 49' 22" OL | 8766   | Meer afbeeldingen |
| Bovenste hoeve van Printhagen                                       | Boerderij                 | eerste kwart 19e eeuw                                     |                | Printhagenstraat/Nieuweweg | 50° 55' 18" NB, 5° 49' 9" OL  | 8767   | Meer afbeeldingen |
| Standaardmolen Sint Hubertusmolen                                   | Industrie- en poldermolen | 1802                                                      |                | Schimmerterweg             | 50° 55' 18" NB, 5° 48' 30" OL | 8768   | Meer afbeeldingen |

## Geverik
De plaats Geverik telt 20 inschrijvingen in het rijksmonumentenregister. Zie Lijst van rijksmonumenten in Geverik voor een overzicht.

## Kelmond
De plaats Kelmond telt 1 inschrijving in het rijksmonumentenregister.
| Object        | Oorspronkelijke functie? | Bouwjaar          | Architect | Locatie            | Coördinaten?                 | Nr.? | Afbeelding        |
| ------------- | ------------------------ | ----------------- | --------- | ------------------ | ---------------------------- | ---- | ----------------- |
| Hoeve Kelmont | Boerderij                | 1618 (gevelsteen) |           | Kelmonderhofweg 51 | 50° 55' 18" NB, 5° 48' 4" OL | 8781 | Meer afbeeldingen |

## Neerbeek
De plaats Neerbeek telt 2 inschrijvingen in het rijksmonumentenregister.
| Object                             | Oorspronkelijke functie? | Bouwjaar  | Architect       | Locatie            | Coördinaten?                  | Nr.?   | Afbeelding        |
| ---------------------------------- | ------------------------ | --------- | --------------- | ------------------ | ----------------------------- | ------ | ----------------- |
| Voorname gesloten hoeve            | Boerderij                | 1863      |                 | Spaubeekerstraat 8 | 50° 56' 43" NB, 5° 48' 40" OL | 513190 | Meer afbeeldingen |
| R.K. Kerk en Pastorie H. Callistus | Kerkelijke dienstwoning  | 1932-1933 | A.J. Kropholler | Aldenhofstraat 47  | 50° 57' 7" NB, 5° 48' 57" OL  | 513193 | Meer afbeeldingen |

## Spaubeek
De plaats Spaubeek telt 11 inschrijvingen in het rijksmonumentenregister.
| Object                                                                                                  | Oorspronkelijke functie?  | Bouwjaar                                   | Architect | Locatie                             | Coördinaten?                  | Nr.?   | Afbeelding                                                                                              |
| --- | ------------------------- | ------------------------------------------ | --------- | ----------------------------------- | ----------------------------- | ------ | --- |
| Hoeve van baksteen en aan de binnenplaats overblijfselen van vakwerk                                    | Boerderij                 | 18e eeuw                                   |           | Dorpstraat 81                       | 50° 55' 59" NB, 5° 50' 29" OL | 8753   | Meer afbeeldingen                                                                                       |
| Huis Ten Dijcken                                                                                        | Boerderij                 | 17e eeuw - tweede helft 18e eeuw           |           | Heggerweg 5                         | 50° 56' 27" NB, 5° 51' 15" OL | 8774   | Meer afbeeldingen                                                                                       |
| St. Laurentiuskerk                                                                                      | Kerk en kerkonderdeel     | 1924-1926                                  |           | Bongerd 4                           | 50° 56' 17" NB, 5° 50' 27" OL | 513191 | Meer afbeeldingen                                                                                       |
| Hoeve met binnenplaats                                                                                  | Boerderij                 | 1729/1793                                  |           | Hobbelrade 81                       | 50° 56' 27" NB, 5° 48' 6" OL  | 8775   | Meer afbeeldingen                                                                                       |
| Hoeve van baksteen met vakwerkoverblijfselen aan de binnenplaats, vormt een geheel met pand Hoeve nr 8. | Boerderij                 | 17e eeuw                                   |           | Hoeve 6                             | 50° 56' 19" NB, 5° 50' 26" OL | 8779   | Hoeve van baksteen met vakwerkoverblijfselen aan de binnenplaats, vormt een geheel met pand Hoeve nr 8. |
| Hoeve van baksteen en vakwerkoverblijfselen aan de binnenplaats, vormt een geheel met pand Hoeve nr 6   | Boerderij                 |                                            |           | Hoeve 8                             | 50° 56' 20" NB, 5° 50' 25" OL | 8780   | Meer afbeeldingen                                                                                       |
| Hoeve van baksteen, met onregelmatige plattegrond                                                       | Boerderij                 | 18e eeuw                                   |           | Oude Kerk 6                         | 50° 56' 39" NB, 5° 51' 15" OL | 8784   | Meer afbeeldingen                                                                                       |
| Sint-Annakapel gebouwd ter plaatse van de oude parochiekerk                                             | Kapel                     | 1865 (kapel) 1733 (grafkruis) 1989 (rest.) |           | Oude Kerk 8                         | 50° 56' 40" NB, 5° 51' 16" OL | 8785   | Meer afbeeldingen                                                                                       |
| Kasteel Sint-Jansgeleen, gelegen op een vroeger omgracht terrein                                        | Boerderij                 | 1567 (huidige vorm)                        |           | Sint Jansgeleen 2                   | 50° 56' 50" NB, 5° 50' 23" OL | 8786   | Meer afbeeldingen                                                                                       |
| Tegenover het huis, op de weg naar Geleen; een wegkruis met houten corpus                               | Gedenkteken               |                                            |           | Wegkruis TO huis op weg naar Geleen | 50° 56' 51" NB, 5° 50' 20" OL | 8787   | Tegenover het huis, op de weg naar Geleen; een wegkruis met houten corpus                               |
| Sint Jansmolen                                                                                          | Industrie- en poldermolen | 1340 en later                              |           | Sint Jansgeleen 3                   | 50° 56' 55" NB, 5° 50' 28" OL | 8788   | Meer afbeeldingen                                                                                       |

Beek ·
Beekdaelen ·
Beesel ·
Bergen ·
Brunssum ·
Echt-Susteren ·
Eijsden-Margraten ·
Gennep ·
Gulpen-Wittem ·
Heerlen ·
Horst aan de Maas ·
Kerkrade ·
Landgraaf ·
Leudal ·
Maasgouw ·
Maastricht ·
Meerssen ·
Mook en Middelaar ·
Nederweert ·
Peel en Maas ·
Roerdalen ·
Roermond ·
Simpelveld ·
Sittard-Geleen ·
Stein ·
Vaals ·
Valkenburg aan de Geul ·
Venlo ·
Venray ·
Voerendaal ·
Weert